# 栗本慎一郎自由大学
栗本慎一郎自由大学（くりもとしんいちろうじゆうだいがく）は、経済人類学者で元衆議院議員であった栗本慎一郎が、主宰した私塾で、正規の大学ではない。「学長」は栗本慎一郎。山口昌男、養老孟司、立川健二、室井尚、佐藤優 (作家)、伊勢史郎などが参加した。
1992年から活動を開始し、1994-95年にかけて、光文社から講義録が刊行された。

## 講義録
- 『日本が知らないもうひとつのヨーロッパ』、1995年7月
  - 上巻『「狂気」が「正気」を生んだ』栗本慎一郎、丹生谷貴志、河上倫逸、山口昌男、ISBN 978-4334060985
  - 下巻『ユダヤがイスラムを生んだ』栗本慎一郎、合田正人、樺山紘一、今福龍太、 ISBN 978-4334060992
- 『日本人が「こうなった」のはなぜか、1995年10月
  - 上巻『入り口を間違えた日本』栗本慎一郎、加藤典洋、山口昌男、田中克彦、吉見俊哉、三戸公、ISBN 978-4334061012
  - 下巻『「狂気」はここに始まる』加地伸行、笠井潔、小松和彦、鎌田東二、橋爪紳也、平岡正明、ISBN 978-4334061029
- 『脳・心・言葉 なぜ、私たちは人間なのか』、1995年11月、栗本慎一郎、澤口俊之、養老孟司、立川健二、ISBN 978-4334061043